# Arenaria repens
Arenaria repens là loài thực vật có hoa thuộc họ Cẩm chướng. Loài này được Sessé & Moc. mô tả khoa học đầu tiên.